# 24h Le Mans 1981

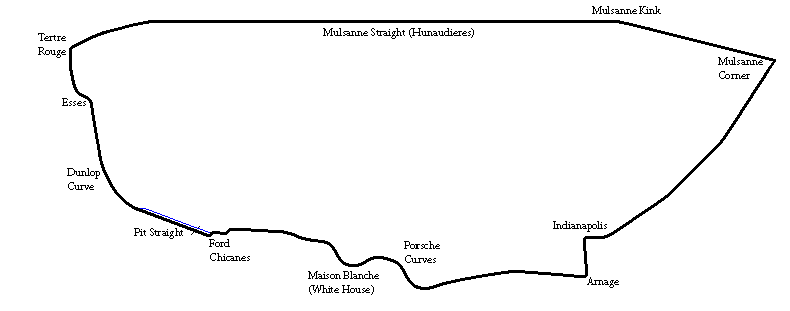
Tor Circuit de la Sarthe

24h Le Mans 1981 – 24–godzinny wyścig rozegrany na torze Circuit de la Sarthe w dniach 13–14 czerwca 1981 roku. Wyścig był ósmą rundą Mistrzostw Świata Samochodów Sportowych.

## Wyniki
Źródło: experiencelemans.com
| Poz.  | Klasa    | Nr | Zespół                                    | Kierowcy                                                    | Nadwozie                            | Opony | Okr. |
| Poz.  | Klasa    | Nr | Zespół                                    | Kierowcy                                                    | Silnik                              | Opony | Okr. |
| ----- | -------- | -- | ----------------------------------------- | ----------------------------------------------------------- | ----------------------------------- | ----- | ---- |
| 1     | S +2.0   | 11 | Porsche System                            | Jacky Ickx Derek Bell                                       | Porsche 936                         | D     | 354  |
| 1     | S +2.0   | 11 | Porsche System                            | Jacky Ickx Derek Bell                                       | Porsche Type-935 2.6 L Turbo Flat-6 | D     | 354  |
| 2     | GTP 3.0  | 8  | Jean Rondeau                              | Jacky Haran Jean-Louis Schlesser Philippe Streiff           | Rondeau M379                        | G     | 340  |
| 2     | GTP 3.0  | 8  | Jean Rondeau                              | Jacky Haran Jean-Louis Schlesser Philippe Streiff           | Ford Cosworth DFV 3.0 L V8          | G     | 340  |
| 3     | GTP 3.0  | 7  | Otis Jean Rondeau                         | Gordon Spice François Migault                               | Rondeau M379                        | G     | 335  |
| 3     | GTP 3.0  | 7  | Otis Jean Rondeau                         | Gordon Spice François Migault                               | Ford Cosworth DFV 3.0 L V8          | G     | 335  |
| 4     | Gr.5     | 55 | Claude Bourgoignie Charles Ivey Racing    | Claude Bourgoignie John Cooper Dudley Wood                  | Porsche 935 K3                      | D     | 330  |
| 4     | Gr.5     | 55 | Claude Bourgoignie Charles Ivey Racing    | Claude Bourgoignie John Cooper Dudley Wood                  | Porsche Type-935 3.1 L Turbo Flat-6 | D     | 330  |
| 5     | IMSA GTX | 47 | Charles Pozzi S.A.                        | Jean-Claude Andruet Claude Ballot-Léna Hervé Regout         | Ferrari 512BB/LM                    | M     | 328  |
| 5     | IMSA GTX | 47 | Charles Pozzi S.A.                        | Jean-Claude Andruet Claude Ballot-Léna Hervé Regout         | Ferrari 4.9 L Flat-12               | M     | 328  |
| 6     | IMSA GTX | 42 | Cooke-Woods Racing                        | Anne-Charlotte Verney Bob Garretson Ralph Kent-Cooke        | Porsche 935 K3                      | G     | 327  |
| 6     | IMSA GTX | 42 | Cooke-Woods Racing                        | Anne-Charlotte Verney Bob Garretson Ralph Kent-Cooke        | Porsche Type-935 3.2 L Turbo Flat-6 | G     | 327  |
| 7     | GTP +3.0 | 1  | Porsche System                            | Jürgen Barth Walter Röhrl                                   | Porsche 944 LM                      | D     | 323  |
| 7     | GTP +3.0 | 1  | Porsche System                            | Jürgen Barth Walter Röhrl                                   | Porsche 2.5 L Turbo I4              | D     | 323  |
| 8     | Gr.5     | 65 | Martini Racing                            | Michele Alboreto Eddie Cheever Carlo Facetti                | Lancia Beta Monte Carlo             | P     | 322  |
| 8     | Gr.5     | 65 | Martini Racing                            | Michele Alboreto Eddie Cheever Carlo Facetti                | Lancia 1.4 L Turbo I4               | P     | 322  |
| 9     | IMSA GTX | 46 | Rennod Racing                             | Pierre Dieudonné Jean Xhenceval Jean-Paul Libert            | Ferrari 512BB/LM                    | G     | 320  |
| 9     | IMSA GTX | 46 | Rennod Racing                             | Pierre Dieudonné Jean Xhenceval Jean-Paul Libert            | Ferrari 4.9 L Flat-12               | G     | 320  |
| 10    | Gr.5     | 60 | Vegla Racing Team                         | Dieter Schornstein Harald Grohs Götz von Tschirnhaus        | Porsche 935J                        | D     | 320  |
| 10    | Gr.5     | 60 | Vegla Racing Team                         | Dieter Schornstein Harald Grohs Götz von Tschirnhaus        | Porsche Type-935 3.0 L Turbo Flat-6 | D     | 320  |
| 11    | IMSA GTO | 36 | Porsche System                            | Manfred Schurti Andy Rouse                                  | Porsche 924 Carrera GTR             | D     | 315  |
| 11    | IMSA GTO | 36 | Porsche System                            | Manfred Schurti Andy Rouse                                  | Porsche 2.0 L Turbo I4              | D     | 315  |
| 12    | S +2.0   | 12 | Porsche System                            | Jochen Mass Vern Schuppan Hurley Haywood                    | Porsche 936                         | D     | 312  |
| 12    | S +2.0   | 12 | Porsche System                            | Jochen Mass Vern Schuppan Hurley Haywood                    | Porsche Type-935 2.6 L Turbo Flat-6 | D     | 312  |
| 13    | GTP +3.0 | 4  | WM A.E.R.E.M.                             | Denis Morin Charles Mendez Xavier Mathiot                   | WM P79/80                           | M     | 307  |
| 13    | GTP +3.0 | 4  | WM A.E.R.E.M.                             | Denis Morin Charles Mendez Xavier Mathiot                   | Peugeot PRV 2.7 L Turbo V6          | M     | 307  |
| 14    | Gr.5     | 68 | Jolly Club                                | Martino Finotto Giorgio Pianta Giorgio Schön                | Lancia Beta Monte Carlo             | P     | 292  |
| 14    | Gr.5     | 68 | Jolly Club                                | Martino Finotto Giorgio Pianta Giorgio Schön                | Lancia 1.4 L Turbo I4               | P     | 292  |
| 15    | S +2.0   | 18 | Team Lola                                 | Emilio de Villota Guy Edwards Juan Fernández                | Lola T600                           | G     | 287  |
| 15    | S +2.0   | 18 | Team Lola                                 | Emilio de Villota Guy Edwards Juan Fernández                | Ford Cosworth DFL 3.3 L V8          | G     | 287  |
| 16    | Gr.5     | 51 | BMW Italie-France                         | Philippe Alliot Bernard Darniche Johnny Cecotto             | BMW M1 Gr.5                         | D     | 277  |
| 16    | Gr.5     | 51 | BMW Italie-France                         | Philippe Alliot Bernard Darniche Johnny Cecotto             | BMW M88 3.5 L I6                    | D     | 277  |
| 17    | GT       | 70 | Thierry Perrier                           | Thierry Perrier Valentin Bertapelle Bernard Salam           | Porsche 934                         | M     | 274  |
| 17    | GT       | 70 | Thierry Perrier                           | Thierry Perrier Valentin Bertapelle Bernard Salam           | Porsche 2.9 L Turbo Flat-6          | M     | 274  |
| 18    | S 2.0    | 31 | Jean-Philippe Grand                       | Jean-Philippe Grand Yves Courage                            | Lola T298                           | G     | 272  |
| 18    | S 2.0    | 31 | Jean-Philippe Grand                       | Jean-Philippe Grand Yves Courage                            | BMW 2.0 L I4                        | G     | 272  |
| 19 NS | S 2.0    | 33 | Compagnie Primagaz                        | Pierre Yver Michel Dubois Jacques Heuclin                   | Lola T298                           | G     | 203  |
| 19 NS | S 2.0    | 33 | Compagnie Primagaz                        | Pierre Yver Michel Dubois Jacques Heuclin                   | BMW 2.0 L I4                        | G     | 203  |
| 20 NS | S 2.0    | 32 | Écurie Renard-Delmas                      | Louis Descartes Hervé Bayard                                | Renard-Delmas D1                    | G     | 187  |
| 20 NS | S 2.0    | 32 | Écurie Renard-Delmas                      | Louis Descartes Hervé Bayard                                | ROC-Simca 2.0 L I4                  | G     | 187  |
| 21 NU | IMSA GTX | 43 | Bob Akin Motor Racing                     | Bob Akin Paul Miller Craig Siebert                          | Porsche 935 K3                      | G     | 320  |
| 21 NU | IMSA GTX | 43 | Bob Akin Motor Racing                     | Bob Akin Paul Miller Craig Siebert                          | Porsche Type-935 3.0 L Turbo Flat-6 | G     | 320  |
| 22 NU | Gr.5     | 57 | Claude Haldi Charles Ivey Racing          | Claude Haldi Mark Thatcher Hervé Poulain                    | Porsche 935                         | D     | 260  |
| 22 NU | Gr.5     | 57 | Claude Haldi Charles Ivey Racing          | Claude Haldi Mark Thatcher Hervé Poulain                    | Porsche Type-935 3.0 L Turbo Flat-6 | D     | 260  |
| 23 NU | IMSA GTX | 49 | NART                                      | Alain Cudini Philippe Gurdjian John Morton                  | Ferrari 512BB/LM                    | M     | 247  |
| 23 NU | IMSA GTX | 49 | NART                                      | Alain Cudini Philippe Gurdjian John Morton                  | Ferrari 4.9 L Flat-12               | M     | 247  |
| 24 NU | Gr.5     | 53 | EMKA Productions Limited                  | David Hobbs Eddie Jordan Steve O’Rourke                     | BMW M1 Gr.5                         | D     | 236  |
| 24 NU | Gr.5     | 53 | EMKA Productions Limited                  | David Hobbs Eddie Jordan Steve O’Rourke                     | BMW M88 3.5 L I6                    | D     | 236  |
| 25 NU | GT       | 72 | BMW Zol'Auto                              | Jean-François Rousselot François Sérvanin Laurent Ferrier   | BMW M1                              | D     | 212  |
| 25 NU | GT       | 72 | BMW Zol'Auto                              | Jean-François Rousselot François Sérvanin Laurent Ferrier   | BMW M88 3.5 L I6                    | D     | 212  |
| 26 NU | S +2.0   | 20 | Alain de Cadenet Belga                    | Alain de Cadenet Jean-Michel Martin Philippe Martin         | De Cadenet-Lola LM                  | D     | 210  |
| 26 NU | S +2.0   | 20 | Alain de Cadenet Belga                    | Alain de Cadenet Jean-Michel Martin Philippe Martin         | Ford Cosworth DFV 3.0 L V8          | D     | 210  |
| 27 NU | Gr.5     | 52 | Würth-Lubrifilm Team Sauber               | Dieter Quester Marc Surer David Deacon                      | BMW M1 Gr.5                         | D     | 207  |
| 27 NU | Gr.5     | 52 | Würth-Lubrifilm Team Sauber               | Dieter Quester Marc Surer David Deacon                      | BMW M88 3.5 L I6                    | D     | 207  |
| 28 NU | Gr.5     | 66 | Martini Racing                            | Riccardo Patrese Hans Heyer Piercarlo Ghinzani              | Lancia Beta Monte Carlo             | P     | 186  |
| 28 NU | Gr.5     | 66 | Martini Racing                            | Riccardo Patrese Hans Heyer Piercarlo Ghinzani              | Lancia 1.4 L Turbo I4               | P     | 186  |
| 29 NU | S +2.0   | 21 | Alain de Cadenet Dorset Racing Associates | Martin Birrane Nick Faure Vivian Candy                      | De Cadenet-Lola LM                  | D     | 171  |
| 29 NU | S +2.0   | 21 | Alain de Cadenet Dorset Racing Associates | Martin Birrane Nick Faure Vivian Candy                      | Ford Cosworth DFV 3.0 L V8          | D     | 171  |
| 30 NU | S +2.0   | 23 | Dome Co. Ltd.                             | Chris Craft Bob Evans                                       | Dome RL81                           | D     | 154  |
| 30 NU | S +2.0   | 23 | Dome Co. Ltd.                             | Chris Craft Bob Evans                                       | Ford Cosworth DFV 3.0 L V8          | D     | 154  |
| 31 NU | IMSA GTX | 40 | Joest Racing                              | Mauricio de Narváez Kenper Miller Günther Steckkönig        | Porsche 935J                        | D     | 152  |
| 31 NU | IMSA GTX | 40 | Joest Racing                              | Mauricio de Narváez Kenper Miller Günther Steckkönig        | Porsche Type-935 2.8 L Turbo Flat-6 | D     | 152  |
| 32 NU | IMSA GTX | 48 | Simon Phillips                            | Simon Phillips Mike Salmon Steve Earle                      | Ferrari 512BB/LM                    | M     | 140  |
| 32 NU | IMSA GTX | 48 | Simon Phillips                            | Simon Phillips Mike Salmon Steve Earle                      | Ferrari 4.9 L Flat-12               | M     | 140  |
| 33 NU | IMSA GTX | 45 | Scuderia Supercar Bellancauto SRL         | Fabrizio Violati Maurizio Flammini Duilio Truffo            | Ferrari 512BB/LM                    | M     | 118  |
| 33 NU | IMSA GTX | 45 | Scuderia Supercar Bellancauto SRL         | Fabrizio Violati Maurizio Flammini Duilio Truffo            | Ferrari 4.9L Flat-12                | M     | 118  |
| 34 NU | S +2.0   | 22 | André Chevalley Racing                    | Patrick Gaillard André Chevalley Bruno Sotty                | ACR 80B                             | G     | 114  |
| 34 NU | S +2.0   | 22 | André Chevalley Racing                    | Patrick Gaillard André Chevalley Bruno Sotty                | Ford Cosworth DFV 3.0 L V8          | G     | 114  |
| 35 NU | IMSA GTO | 37 | Mazdaspeed Co. Ltd.                       | Tetsu Ikuzawa Tom Walkinshaw Peter Lovett                   | Mazda RX-7                          | D     | 107  |
| 35 NU | IMSA GTO | 37 | Mazdaspeed Co. Ltd.                       | Tetsu Ikuzawa Tom Walkinshaw Peter Lovett                   | Mazda 13B 1.3 L 2-Rotor             | D     | 107  |
| 36 NU | S 2.0    | 30 | Jean-Marie Lemerle                        | Jean-Marie Lemerle Max Cohen-Olivar Alain Levié             | Lola T298                           | G     | 104  |
| 36 NU | S 2.0    | 30 | Jean-Marie Lemerle                        | Jean-Marie Lemerle Max Cohen-Olivar Alain Levié             | BMW 2.0 L I4                        | G     | 104  |
| 37 NU | S +2.0   | 27 | Ian Bracey                                | Tiff Needell Tony Trimmer                                   | Ibec-Hesketh 308LM                  | D     | 95   |
| 37 NU | S +2.0   | 27 | Ian Bracey                                | Tiff Needell Tony Trimmer                                   | Ford Cosworth DFV 3.0 L V8          | D     | 95   |
| 38 NU | S +2.0   | 10 | Porsche Kremer Racing                     | Bob Wollek Xavier Lapeyre Guy Chasseuil                     | Porsche 917K/81                     | D     | 82   |
| 38 NU | S +2.0   | 10 | Porsche Kremer Racing                     | Bob Wollek Xavier Lapeyre Guy Chasseuil                     | Porsche 4.9 L Flat-12               | D     | 82   |
| 39 NU | S +2.0   | 14 | Joest Racing                              | Reinhold Joest Dale Whittington Klaus Niedzwiedz            | Porsche 908/80                      | D     | 80   |
| 39 NU | S +2.0   | 14 | Joest Racing                              | Reinhold Joest Dale Whittington Klaus Niedzwiedz            | Porsche 2.1 L Turbo Flat-6          | D     | 80   |
| 40 NU | S +2.0   | 24 | Otis Jean Rondeau                         | Jean Rondeau Jean-Pierre Jaussaud                           | Rondeau M379                        | G     | 58   |
| 40 NU | S +2.0   | 24 | Otis Jean Rondeau                         | Jean Rondeau Jean-Pierre Jaussaud                           | Ford Cosworth DFL 3.3 L V8          | G     | 58   |
| 41 NU | Gr.5     | 59 | Porsche Kremer Racing                     | Ted Field Bill Whittington Don Whittington                  | Porsche 935 K3                      | G     | 57   |
| 41 NU | Gr.5     | 59 | Porsche Kremer Racing                     | Ted Field Bill Whittington Don Whittington                  | Porsche Type-935 3.2 L Turbo Flat-6 | G     | 57   |
| 42 NU | IMSA GTX | 50 | BASF Cassetten Team GS Sport              | Hans-Joachim Stuck Jean-Pierre Jarier Helmut Henzler        | BMW M1 Gr.5                         | D     | 57   |
| 42 NU | IMSA GTX | 50 | BASF Cassetten Team GS Sport              | Hans-Joachim Stuck Jean-Pierre Jarier Helmut Henzler        | BMW M88 3.5 L I6                    | D     | 57   |
| 43 NU | C        | 83 | WM A.E.R.E.M.                             | Jean-Daniel Raulet Marcel Mamers                            | WM P81                              | M     | 50   |
| 43 NU | C        | 83 | WM A.E.R.E.M.                             | Jean-Daniel Raulet Marcel Mamers                            | Peugeot PRV 2.7 L Turbo V6          | M     | 50   |
| 44 NU | Gr.5     | 69 | Tuff-Kote Dinol Racing                    | Jan Lundgårdh Axel Plankenhorn Mike Wilds                   | Porsche 935 L1 „Baby"               | D     | 49   |
| 44 NU | Gr.5     | 69 | Tuff-Kote Dinol Racing                    | Jan Lundgårdh Axel Plankenhorn Mike Wilds                   | Porsche 1.4 L Turbo Flat-6          | D     | 49   |
| 45 NU | GT       | 71 | Helmut Marko RSM                          | Christian Danner Peter Oberndofer Prince Leopold von Bayern | BMW M1                              | D     | 49   |
| 45 NU | GT       | 71 | Helmut Marko RSM                          | Christian Danner Peter Oberndofer Prince Leopold von Bayern | BMW M88 3.5 L I6                    | D     | 49   |
| 46 NU | Gr.5     | 61 | Weralit Racing Team                       | Edgar Dören Jürgen Lässig Gerhard Holup                     | Porsche 935 K3                      | D     | 48   |
| 46 NU | Gr.5     | 61 | Weralit Racing Team                       | Edgar Dören Jürgen Lässig Gerhard Holup                     | Porsche Type-935 3.0 L Turbo Flat-6 | D     | 48   |
| 47 NU | Gr.5     | 67 | Martini Racing                            | Beppe Gabbiani Emanuele Pirro                               | Lancia Beta Monte Carlo             | P     | 47   |
| 47 NU | Gr.5     | 67 | Martini Racing                            | Beppe Gabbiani Emanuele Pirro                               | Lancia 1.4 L Turbo I4               | P     | 47   |
| 48 NU | GTP +3.0 | 5  | WM A.E.R.E.M.                             | Guy Fréquelin Roger Dorchy Xavier Mathiot                   | WM P79/80                           | M     | 46   |
| 48 NU | GTP +3.0 | 5  | WM A.E.R.E.M.                             | Guy Fréquelin Roger Dorchy Xavier Mathiot                   | Peugeot PRV 2.7vL Turbo V6          | M     | 46   |
| 49 NU | IMSA GTX | 41 | Preston Henn Racing                       | Preston Henn Mike Chandler Marcel Mignot                    | Porsche 935 K3                      | D     | 45   |
| 49 NU | IMSA GTX | 41 | Preston Henn Racing                       | Preston Henn Mike Chandler Marcel Mignot                    | Porsche Type-935 3.0L Turbo Flat-6  | D     | 45   |
| 50 NU | S +2.0   | 26 | Oceanic Jean Rondeau                      | Henri Pescarolo Patrick Tambay                              | Rondeau M379                        | G     | 41   |
| 50 NU | S +2.0   | 26 | Oceanic Jean Rondeau                      | Henri Pescarolo Patrick Tambay                              | Ford Cosworth DFL 3.3 L V8          | G     | 41   |
| 51 NU | GT       | 73 | Eminence Racing Team                      | Jean-Marie Alméras Jacques Alméras                          | Porsche 924 Carrera GTR             | M     | 30   |
| 51 NU | GT       | 73 | Eminence Racing Team                      | Jean-Marie Alméras Jacques Alméras                          | Porsche 2.0 L Turbo I4              | M     | 30   |
| 52 NU | S +2.0   | 25 | Calberson Jean Rondeau                    | Jean Ragnotti Jean-Louis Lafosse                            | Rondeau M379                        | G     | 28   |
| 52 NU | S +2.0   | 25 | Calberson Jean Rondeau                    | Jean Ragnotti Jean-Louis Lafosse                            | Ford Cosworth DFV 3.0 L V8          | G     | 28   |
| 53 NU | IMSA GTO | 38 | Mazdaspeed Co. Ltd.                       | Yōjirō Terada Hiroshi Fushida Win Percy                     | Mazda RX-7                          | D     | 25   |
| 53 NU | IMSA GTO | 38 | Mazdaspeed Co. Ltd.                       | Yōjirō Terada Hiroshi Fushida Win Percy                     | Mazda 13B 1.3 L 2-Rotor             | D     | 25   |
| 54 NU | C        | 82 | WM A.E.R.E.M.                             | Thierry Boutsen Serge Saulnier Michel Pignard               | WM P81                              | M     | 15   |
| 54 NU | C        | 82 | WM A.E.R.E.M.                             | Thierry Boutsen Serge Saulnier Michel Pignard               | Peugeot PRV 2.7 L Turbo V6          | M     | 15   |
| 55 NU | IMSA GTO | 35 | Stratagraph Inc.                          | Cale Yarborough Billy Hagan Bill Cooper                     | Chevrolet Camaro                    | G     | 13   |
| 55 NU | IMSA GTO | 35 | Stratagraph Inc.                          | Cale Yarborough Billy Hagan Bill Cooper                     | Chevrolet 6.4 L V8                  | G     | 13   |